# Baum Hambrook
John Baum Hambrook (* 8. November 1818 in London; † 5. Dezember 1897 in Berlin) war ein deutsch-englischer Richter am Reichsoberhandelsgericht und am Reichsgericht.

## Leben
Baum Hambrook war Neffe des Chirurgen Wilhelm Baum. Als sein Vater, der Londoner Kaufmann John Hambrook, gestorben war, zog seine Mutter Johanna mit ihm und seinem älteren Bruder John in ihre Heimatstadt Danzig. Dort besuchte er das Akademische Gymnasium Danzig. Ab Ostern 1837 studierte er an der Friedrich-Wilhelms-Universität zu Berlin und der Rheinischen Friedrich-Wilhelms-Universität Rechtswissenschaft. Wie 1837 sein älterer Bruder wurde er 1838 im Corps Borussia Bonn recipiert. Im selben Jahr fiel sein Bruder im Duell. Als Inaktiver wechselte Baum Hambrook an die Friedrichs-Universität Halle. Im Oktober 1840 wurde „Baum Hambrook aus England“ von der Juristischen Fakultät der Königlichen Universität zu Greifswald zum Dr. iur. promoviert. Seine Vereidigung als Auscultator auf den preußischen Landesherrn erfolgte 1842 in Königsberg. 1844 wurde er Referendar und 1848 Oberlandesgerichtsassessor. Im August 1848 wurde der Obergerichtsassessor Hambrook vom Appellationsgericht Köslin an das Appellationsgericht in Berlin versetzt. 1850 war er Stadt- und Kreisrichter in Danzig. Er quittierte 1856 den Staatsdienst und wurde Rechtsanwalt und Notar am Appellationsgericht in Marienwerder. 1858 wurde er Mitarbeiter bei der von Levin Goldschmidt neugegründeten Zeitschrift für das gesamte Handelsrecht und Wirtschaftsrecht. 1869 erfolgte die Ernennung zum Justizrat. 1876 wurde er Staatsanwalt beim Reichsoberhandelsgericht. Ein Jahr später wechselte er auf die Richterbank. 1879 wurde er in den I. Zivilsenat des Reichsgerichts übernommen. Ein großer Teil der ausländischen Literatur in der Reichsgerichtsbibliothek wurde auf seine Vorschläge hin angeschafft. 1890 pensioniert, besuchte er Vorlesungen der Berliner Universität, besonders die von Goldschmidt.

## Familie
Nach englischer Sitte bekam er den Familiennamen der Mutter als Vornamen. Die Baums waren eine im 18. und 19. Jahrhundert in Elbing und Danzig begüterte Familie. Verheiratet war Baum Hambrook mit Bertha Schlubach, Tochter eines ostpreußischen Rittergutsbesitzers in Rossitten. Eine seiner vier Töchter, Charlotte Hambrook (1863–1916), heiratete 1893 Heinrich Georg August von Hennig (1859–1936), einen Sohn Heinrich von Hennigs.

## Werke
- Abhandlung über das philosophische System des Hobbes von Malmsbury ins Besondere über seine Philosophie des Rechtes. Danzig 1842; vollständiges Digitalisat bei Google books.
- Begründung des Einkammersystems. Berlin 1848.
- Beleuchtung der Gesetzesentwürfe über den Concurs für diejenigen Preussischen Landestheile, in denen das Allgemeine Landrecht und die Allgemeine Gerichtsordnung Gesetzeskraft haben. Breslau 1854 (Digitalisat).